# کوه ووکومونگ
کوه ووکومونگ (به لاتین: Mount Wokomung) یک کوه در گویان است. کوه ووکومونگ ۱٬۷۰۰ متر بالاتر از سطح دریا واقع شده‌است.